# Galium circaezans
Galium circaezans är en måreväxtart som beskrevs av André Michaux. Galium circaezans ingår i släktet måror, och familjen måreväxter. Inga underarter finns listade i Catalogue of Life.